# Batalla de Derna (2011)
La batalla de Derna fue una batalla entre el ejército leal al líder libio Muamar el Gadafi y los rebeldes que tuvo lugar entre el del 17 al 19 de febrero de 2011 en la ciudad de Derna, dentro del marco de la Guerra de Libia.